# Caldera dell'Island Park

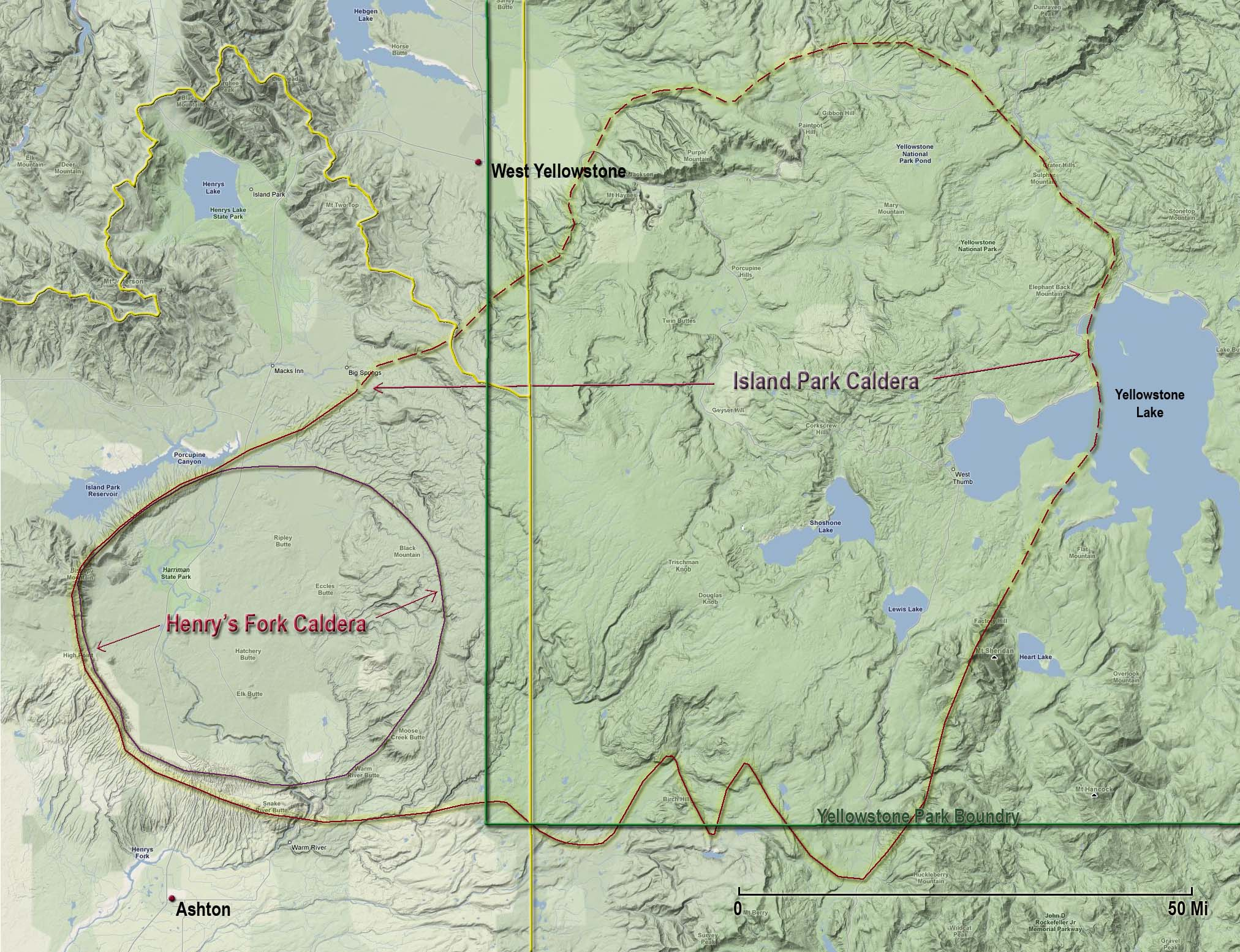
La vasta area della caldera dell'Island Park, con la caldera Henry's Fork sulla parte occidentale

La caldera dell'Island Park, situata negli stati dell'Idaho e Wyoming (Stati Uniti d'America), con le sue dimensioni di circa 80x65 km è una delle più grandi caldere al mondo. Le ceneri derivanti dalla sua esplosione sono all'origine del tufo dell'Huckleberry Ridge Tuff, rinvenibile dalla southern California fino al fiume Mississippi nei pressi della città di Saint Louis.

## Caratteristiche
La super-eruzione che comportò l'emissione di circa 2 500 km³ (600 cu mi) di materiali, è avvenuta 2,1 milioni di anni fa e ha prodotto un volume di ceneri 2.550 volte più grande di quello della recente eruzione del monte Sant'Elena del 1980.
All'interno della caldera dell'Island Park si trova la più piccola e più recente caldera Henry's Fork. Quest'ultima è ancora chiaramente visibile al giorno d'oggi ed è stata la causa della formazione del tufo del Mesa Falls Tuff. Si è formata 1,3 milioni di anni fa in un'eruzione di oltre 280 km³ (67 cu mi). Le due caldere condividono il bordo sulla loro parte occidentale, ma la più antica caldera dell'Island Park è molto più grande, ha una forma più ovale e si estende ben all'interno dello Yellowstone National Park. La caldera dell'Island Park viene a volte indicata anche come prima fase della caldera di Yellowstone o Huckleberry Ridge Caldera.
A sudovest della caldera si trova la pianura Snake River Plain, che è stata formata da una successione di più antiche caldere lungo il percorso del punto caldo di Yellowstone. La pianura è una depressione, che tende a sprofondare sotto al peso delle rocce vulcaniche che l'hanno formata; il fiume Snake serpeggia con una serie di meandri attraverso questa pianura. Nella Snake River Plain si trovano anche Menan Buttes, Big Southern Butte, il Monumento e riserva nazionale Craters of the Moon, il Wapi Lava Field e l'Hell's Half Acre Lava Field.
Queste caldere si trovano nell'area dell'Island Park dell'Idaho, ricco di foreste, sorgenti, fiumi, cascate, laghetti e stagni. Anche l'Harriman State Park è situato all'interno della caldera. Le vette del Teton Range sono visibili a sudest della caldera.